# Silo (série de televisão)
Silo (em Portugal: O Silo) é uma série de televisão via streaming de drama e ficção científica norte-americana criada por Graham Yost, baseada na trilogia de romances de mesmo nome do autor Hugh Howey. Situado em um futuro distópico onde existe uma comunidade em um silo subterrâneo gigante composto por 144 níveis, é estrelada por Rebecca Ferguson como uma engenheira que se envolve nos mistérios de seu passado e presente. Rashida Jones, David Oyelowo, Common, Tim Robbins, Harriet Walter, Avi Nash, Rick Gomez e Chinaza Uche também fazem parte do elenco principal.
O desenvolvimento de uma adaptação cinematográfica do primeiro livro da trilogia, Wool (O Silo), começou em 2012. No final da década, o projeto foi arquivado e retomado como série pela Apple TV+ em maio de 2021. A fotografia principal começou em agosto de 2021 e a primeira temporada de dez episódios começou a ser transmitida em 5 de maio de 2023. Recebeu críticas positivas, principalmente pela construção do mundo, design de produção e desempenho de Ferguson. Em junho de 2023, a série foi renovada para uma segunda temporada.

## Premissa
Num futuro distópico onde existe uma comunidade num silo gigante que se estende por centenas de andares no subsolo, 10.000 pessoas vivem numa sociedade sujeita a regulamentos que acreditam terem como objetivo protegê-las.

## Elenco e personagens

### Principal
- Rebecca Ferguson como Juliette Nichols, uma engenheira que trabalha nos geradores nos níveis mais baixos do Silo
- Rashida Jones[a] como Allison Becker, que trabalha no departamento de TI do Silo e é esposa de Holston. Durante as tentativas de conceber um filho, ela desconfia da verdadeira história do Silo e de como ele é governado.
- David Oyelowo[b] como Holston Becker, o marido dedicado de Allison e o xerife do Silo
- Common como Robert Sims, chefe de segurança do Judicial, que mantém a ordem dentro do Silo
- Tim Robbins como Bernard Holland, o chefe estrito do Departamento de TI do Silo
- Harriet Walter como Martha Walker, uma engenheira elétrica que dirige uma oficina nos níveis mais baixos do Silo e atua como figura parental para Juliette
- Avi Nash como Lukas Kyle, um analista de sistemas do Departamento de TI curioso sobre o mundo fora do Silo
- Rick Gomez como Patrick Kennedy, trabalhador de manutenção e ex-contrabandista de "relíquias", objetos do mundo anterior ao Silo
- Chinaza Uche como Paul Billings, o recém-designado vice-chefe e ex-administrador judicial que sofre da "Síndrome", uma condição médica que causa tremores

### Recorrente
- Will Patton como Samuel "Sam" Marnes, um delegado que trabalha sob o comando do xerife Holston e em estreita colaboração com a prefeita Jahns
- Ferdinand Kingsley como George Wilkins, um geek de informática que dirige uma oficina mecânica. Ele procura Allison para ajudá-la a descobrir os segredos do Silo
- Shane McRae como Knox, o chefe do nível mecânico do Silo e chefe de Juliette.
- Billy Postlethwaite como Hank, um delegado que trabalha nos níveis inferiores
- Chipo Chung como Sandy, uma funcionária administrativa do departamento do xerife
- Remmie Milner como Shirley Campbell, uma engenheira e uma das colegas de Juliette
- Angela Yeoh como Karins, uma delegada que trabalha nos níveis médios
- Matt Gomez Hidaka como Cooper, um engenheiro novato nos níveis inferiores e aprendiz de Juliette
- Iain Glen como Dr. Pete Nichols, obstetra e pai de Juliette, que está afastado dele desde a adolescência
- Caitlin Zoz como Kathleen Billings, esposa de Paul e mãe de sua filha

### Convidado
- Geraldine James como Ruth Jahns, a prefeita eleita do Silo
- Sophie Thompson como Gloria Hildebrandt, uma mulher paranóica que se tornou conselheira de fertilidade do Silo depois de não conseguir conceber um filho.
- Sienna Guillory como Hanna Nichols, cirurgiã e falecida mãe de Juliette
- Henry Garrett como Douglas Trumbull, um executor do Judiciário leal aos Sims
- Amelie Child-Villiers como a jovem Juliette
- Ida Brooke como a jovem Shirley
- Charlie Coombes como o jovem Knox
- Tanya Moodie como Juíza Meadows, a chefe do Judicial que faz cumprir o Pacto, uma lista de regras que todos os residentes do Silo devem seguir
- Sonita Henry como Regina Jackson, ex-traficante de relíquias e amante de George
- Christian Ochoa como Amundsen, um invasor de alto escalão, um grupo de executores armados que trabalham para Sims
- Akie Kotabe como Diego, um Observador monitorando o Silo
- Alexandria Riley como Camille Sims, esposa de Robert, mãe de seu filho e ex-invasora
- Will Merrick como Danny, um hacker criminoso que perturba a rede de segurança do departamento de TI
- Clare Perkins como Carla, ex-mulher de Martha que trabalha no departamento de suprimentos

Notas
1. ↑  Jones aparece em apenas um episódio, embora seja creditada com o elenco principal.
2. ↑  Oyelowo é creditado com o elenco principal nos episódios 1 e 2, e é creditado como 'ator convidado especial' em todas as aparições subsequentes.

## Episódios

### Visão geral
| Temporada | Temporada | Episódios | Episódios | Originalmente exibido  | Originalmente exibido |
| Temporada | Temporada | Episódios | Episódios | Estreia da temporada   | Final da temporada    |
| --------- | --------- | --------- | --------- | ---------------------- | --------------------- |
|           | 1         | 10        | 10        | 5 de maio de 2023      | 30 de junho de 2023   |
|           | 2         | 10        | 10        | 15 de novembro de 2024 | 17 de janeiro de 2025 |

### 1.ª temporada (2023)
| N.º na série | N.º na temp. | Título                                                                        | Dirigido por   | Escrito por                    | Lançamento          |
| --- | ------------ | ----------------------------------------------------------------------------- | -------------- | ------------------------------ | ------------------- |
| 1 | 1            | "Freedom Day" "Dia da Liberdade" (BR) "Dia de Liberdade" (PT)                 | Morten Tyldum  | Graham Yost                    | 5 de maio de 2023   |
| Num enorme bunker subterrâneo chamado "Silo", uma comunidade prospera sem conhecer a sua história, já que os registos foram supostamente destruídos 140 anos antes, durante uma revolta fracassada. O xerife Holston Becker diz ao delegado Sam Marnes que quer "sair". Três anos antes, Holston e sua esposa Allison receberam permissão de seu médico para remover seu implante anticoncepcional, mas não conseguem engravidar. Durante esse tempo, Allison aprende crenças subversivas sobre o Silo com Gloria Hildebrandt, uma especialista em fertilidade, e ajuda o especialista em TI George Wilkins a explorar um disco rígido proibido que data de antes da rebelião. Allison diz ao cético Holston que aqueles que estão no poder estão mentindo para eles e que a visão nas telas de Silo de um mundo exterior morto é falsa; ela oferece como prova seu implante anticoncepcional que não foi removido. Allison declara que quer “sair”; a mera expressão destas palavras é estritamente proibida, e a punição inevitável é a realização permanente desse desejo. Allison promete limpar a câmera externa do Silo se a parte externa estiver bonita. Seguindo o Pacto do Silo, Allison está vestida com um traje ambiental e sai em sua viagem só de ida. Os residentes do silo observam Allison limpar a câmera e depois desmaiar, aparentemente morta. Dois anos depois, Holston investiga a morte de George e conhece Juliette Nichols, uma engenheira que afirma que George foi assassinado. |              |                                                                               |                |                                |                     |
| 2 | 2            | "Holston's Pick" "A Escolha de Holston" (BR/PT)                               | Morten Tyldum  | Jessica Blaire & Cassie Pappas | 5 de maio de 2023   |
| Holston descobre por Juliette que George, seu amante, colecionou relíquias históricas proibidas. Ao saber que George e Allison trabalharam juntos, Holston concorda em investigar e promete enviar um sinal a Juliette quando encontrar algo. Alguns meses depois, Holston deixa o Silo e fica chocado ao ver que o exterior é exuberante e bonito como Allison afirmou. Ele limpa a câmera, tira o capacete e, na câmera, parece rastejar até o corpo de Allison antes de morrer. A prefeita Ruth Jahns descobre que Holston deixou uma declaração nomeando Juliette para ser sua substituta como xerife. Juliette sabe que George estava procurando uma porta e tenta refazer seus passos na escavação inundada abaixo do Silo. |              |                                                                               |                |                                |                     |
| 3 | 3            | "Machines" "Máquinas" (BR/PT)                                                 | Morten Tyldum  | Ingrid Escajeda                | 12 de maio de 2023  |
| A prefeita Jahns e o delegado Sam descem 144 níveis para encontrar Juliette. Ao longo do caminho, Jahns conhece o pai distante de Juliette, Dr. Pete Nichols, e a amiga engenheira de Juliette, Martha Walker, para obter opiniões sobre Juliette. Apesar da desaprovação da juiza Meadows, chefe do Judicial, e de Bernard Holland, chefe de TI, Jahns oferece a Juliette o papel de xerife. Juliette inicialmente recusa, mas muda de ideia quando recebe o distintivo de Holston, que tem a palavra "VERDADE" gravada nas costas. Juliette pede que Jahns permita que o gerador principal seja desligado para reparos, o que nunca foi feito até aquele momento. Ao desligar, as telas do Silo mostram brevemente uma visão verde e saudável do exterior, embora ninguém pareça notar isso. Com dificuldade, a equipe mecânica conserta com sucesso o gerador principal. Antes de partir para seu novo emprego, Juliette pede a Walker que estude uma câmera que encontrou entre as relíquias de George. Marnes e Jahns confessam seu amor um pelo outro, antes que Jahns desmaie com sangue na boca. |              |                                                                               |                |                                |                     |
| 4 | 4            | "Truth" "Verdade" (BR/PT)                                                     | David Semel    | Remi Aubuchon                  | 19 de maio de 2023  |
| Ruth Jahns está morta; Marnes acredita que ela foi envenenada e que ele era o verdadeiro alvo porque eles beberam água um do outro. Bernard, como prefeito provisório, empossa Juliette como a nova xerife. Juliette pede a Marnes que a ajude a investigar a morte de George, em troca de ela o ajudar a investigar a morte de Jahns. Robert Sims, do Judicial, diz a Marnes que a juiza Meadows está pronta para destituir Juliette do cargo de xerife, mas Marnes diz a ele para deixar Juliette desistir sozinha. Mais tarde, Marnes é atacado em seu apartamento. Juliette conhece Lukas, um morador que passa madrugadas no refeitório. Juliette encontra o arquivo de Holston sobre George, mas não consegue encontrar o disco rígido de George que Holston confiscou. Em um flashback, Juliette sai de casa aos treze anos após a morte de sua mãe, Hanna, e de seu irmão mais novo, Jacob. |              |                                                                               |                |                                |                     |
| 5 | 5            | "The Janitor's Boy" "O Filho do Zelador" (BR) "O Filho do Auxiliar" (PT)      | David Semel    | JGraham Yost                   | 26 de maio de 2023  |
| Sam Marnes é encontrado morto. Paul Billings, a escolha original do Judiciário para xerife, é nomeado vice-chefe de Juliette. Sandy, que trabalha no gabinete do xerife, diz a Juliette para encontrar o assassino de Marnes antes que o Judiciário escolha um bode expiatório. Juliette descobre que Doug Trumbull, que trabalha para o Judiciário, plantou evidências para incriminar o residente Patrick Kennedy pelo assassinato de Marnes. Sims diz a Doug que seu pai era supostamente zelador, mas na verdade tinha um trabalho secreto que era crucial para a sobrevivência do Silo. Sims mata Doug antes que ele seja preso, e Doug é postumamente culpado pelos assassinatos de Marnes e Jahns. Juliette descobre que Lukas tem estudado as telas do refeitório à noite para observar o movimento das "luzes" no céu, pois os moradores do Silo não sabem que essas luzes são estrelas. Walker mostra a Juliette que a tecnologia da câmera que ela lhe deu é mais avançada do que o típico e permitido no Silo. Juliette recupera uma das relíquias de George na esperança de reabrir a investigação sobre sua morte. |              |                                                                               |                |                                |                     |
| 6 | 6            | "The Relic" "A Relíquia" (BR/PT)                                              | Bert & Bertie  | Aric Avelino                   | 2 de junho de 2023  |
| Juliette faz com que a relíquia seja encontrada no apartamento de Doug e usa isso como desculpa para rastrear a suposta traficante de relíquias Regina Jackson, que acaba sendo a amante anterior de George, que comprou relíquias para ele. Sims descobre a conexão de George com a relíquia e confronta Juliette formalmente; Bernard aceita a afirmação de Juliette de que ela não plantou a relíquia, mas ordena que ela pare de investigar os motivos de Doug para assassinar Jahns e Marnes. Juliette e Billings discutem sobre a dificuldade dela em confiar nele, e ela revela que sabe que ele tem a Síndrome, condição médica que deveria desqualificá-lo para ser delegado. Regina conta a Juliette que não denunciou o disco rígido de George ao Judiciário, mas contou ao "homem que sabe tudo" sobre isso, depois que ele ameaçou seus entes queridos. Regina dá a Juliette uma preciosa relíquia que recebeu de George: um livro de viagens infantil que data de antes do Silo. Enquanto Juliette folheia o livro em seu apartamento, ela é vigiada por uma equipe de vigilância que possui inúmeras câmeras por todo o Silo, com equipamentos muito mais avançados que o restante do Silo. |              |                                                                               |                |                                |                     |
| 7 | 7            | "The Flamekeepers" "Os Protetores da Chama" (BR) "Os Guardiões da Chama" (PT) | Bert & Bertie  | Jessica Blaire                 | 9 de junho de 2023  |
| Sims faz parte da equipe de vigilância e monitora os movimentos de Juliette através das câmeras. Juliette procura Gloria, que está sendo drogada por ordem de Meadows. Apesar da oferta de Juliette de renunciar ao cargo de xerife, Meadows diz que não pode suspender a ordem. Billings confronta Juliette quando ela negligencia seus deveres; ela conta a ele sobre sua investigação sobre o assassinato de George, e ele decide encobri-la. Lukas tenta beijar Juliette, mas ela o rejeita. Bernard diz a Juliette que teme que Meadows aja contra eles e a incentiva a encontrar uma maneira de controlar Meadows. Com a ajuda do pai, Juliette consegue questionar Gloria e descobre que ela faz parte dos Protetores da Chama – um grupo secreto dedicado a relembrar o passado e cujos membros estão sendo sistematicamente exterminados. A mãe de Juliette fez amizade com os Protetores da Chama, mas o pai de Juliette obedeceu às ordens para evitar que os Protetores da Chama tivessem filhos. Juliette percebe que as câmeras de vigilância estão atrás dos espelhos de parede do Silo e recupera o disco rígido de George de onde Holston o escondeu no quarto de Gloria. Os invasores de Sims chegam ao quarto de Gloria para prender Juliette, que não está lá. |              |                                                                               |                |                                |                     |
| 8 | 8            | "Hanna"                                                                       | Adam Bernstein | Jeffery Wang & Ingrid Escajeda | 16 de junho de 2023 |
| O Judicial procura o disco rígido no gabinete do xerife, mas não consegue encontrá-lo. Juliette retalia usando o conhecimento de Billings sobre o Pacto para prender Sims temporariamente. Enquanto Sims está sob custódia, Juliette vasculha seu escritório e encontra arquivos de Hanna, Walker e Shirley Campbell. O arquivo de Hanna confirma que as câmeras de vigilância do Judicial foram como eles souberam que Hanna havia construído uma lupa multi-lentes ilegal; Hanna e Juliette acreditavam que Pete contara ao Judicial. Juliette se reconcilia com Pete, e ele diz a ela que o comportamento subversivo e o suicídio de Hanna foram uma resposta à morte de Jacob, que Hanna acreditava que a tecnologia da lupa poderia ter evitado. Juliette não consegue acessar o conteúdo do disco rígido - Lukas está com muito medo de ajudar e os postos de controle do Judicial a impedem de chegar até Walker. O prefeito interino Bernard encontra Juliette e se revela o verdadeiro responsável pelo Silo e responsável pelas mortes de Jahns e Marnes. Bernard e Sims prendem Juliette, pegam o disco rígido e afirmam fraudulentamente que Juliette pediu para "sair". Juliette pula da escada central do Silo para escapar com o disco rígido. |              |                                                                               |                |                                |                     |
| 9 | 9            | "The Getaway" "A Fuga" (BR/PT)                                                | Adam Bernstein | Lekethia Dalcoe                | 23 de junho de 2023 |
| Juliette escapa e foge das câmeras do Judicial. Billings investiga o apartamento de Juliette e encontra o livro de viagens das crianças; ele guarda uma página, mas queima o resto. Juliette invade o apartamento de Sims e usa seu computador para acessar o disco rígido, onde encontra uma mensagem de vídeo que George fez para ela. Bernard prende Lukas e descobre o número de série do disco rígido, que usa para descobrir a localização de Juliette. Sims e seus guardas correm para o apartamento, mas a esposa de Sims permitiu que Juliette escapasse. Juliette consegue a ajuda de Patrick com Danny, contato de TI, para acessar o disco rígido. Ela assiste ao resto do vídeo de George, no qual ele diz que a ama e que ela precisa encontrar a porta embaixo do Silo. Seguindo o conselho de George, Juliette, Patrick e Danny assistem a um vídeo de uma limpeza anterior, que mostra uma paisagem verdejante com pássaros voando fora do Silo. |              |                                                                               |                |                                |                     |
| 10 | 10           | "Outside" "Lá Fora" (BR) "Exterior" (PT)                                      | Adam Bernstein | Fred Golan                     | 30 de junho de 2023 |
| Juliette faz Danny transmitir a filmagem externa para todo o Silo, mas a transmissão é rapidamente interrompida por Bernard. Billings é questionado por Sims sobre sua condição, e Billings mais tarde diz a sua esposa que eles estão abrindo uma exceção para que ele possa ser xerife. Juliette foge para a Mecânica, onde conversa com Walker antes de ser presa. Bernard oferece um acordo a Juliette: se ela sair de boa vontade, ele contará a ela o que aconteceu com George e garantirá que o nível de Mecânica não será punido. Bernard mostra a Juliette imagens de como George foi preso e pulou da escada para evitar o interrogatório. Bernard destrói o disco rígido, mas depois recupera o disco após Juliette mencionar uma porta embaixo do Silo. Bernard condena Lukas às minas. Juliette sai e o display de seu capacete mostra exatamente o mesmo vídeo de uma paisagem exuberante da limpeza anterior. Ela percebe o engano, descobrindo que a realidade é a visão desolada das telas do Silo. Como Walker providenciou para que a fita térmica do traje de Juliette fosse de boa qualidade, em vez de morrer ali, Juliette consegue sair da cratera que circunda a câmera do Silo e sair da vista dos residentes do Silo. A cratera do Silo é cercada por dezenas de crateras semelhantes, cada uma com uma estrutura semelhante à entrada de um silo, e o horizonte nebuloso de uma cidade em ruínas ao longe.                                                                       |              |                                                                               |                |                                |                     |

### 2.ª temporada (2024–25)
| N.º na série | N.º na temp. | Título                                               | Dirigido por     | Escrito por          | Lançamento             |
| --- | ------------ | ---------------------------------------------------- | ---------------- | -------------------- | ---------------------- |
| 11 | 1            | "The Engineer" "A Engenheira" (BR/PT)                | Michael Dinner   | Graham Yost          | 15 de novembro de 2024 |
| Em um flashback, a revolução do Silo 17 acontece e sua população escapa para o mundo exterior. No presente, Juliette invade o Silo 17 passando pelos cadáveres de seus habitantes mortos espalhados do lado de fora da entrada. Juliette explora os níveis superiores do Silo para encontrá-lo totalmente abandonado enquanto os níveis inferiores ficaram inundados. Ela descobre que a ponte que leva ao departamento de TI foi destruída, então ela constrói uma ponte improvisada que desaba depois que ela atravessa. Em um flashback, a jovem Juliette começa sua nova vida no nível Mecânico, onde ela ajuda a separar o lixo dos níveis superiores e faz amizade com Shirley. Depois de lutar com sua nova posição, ela impressiona os outros trabalhadores consertando um brinquedo quebrado e começa a trabalhar sob o comando de Walker. No presente, Juliette continua explorando e segue o som de uma música até a porta do cofre trancada no departamento de TI. Depois que Juliette não consegue abrir a porta, um homem do outro lado a avisa que se ela tentar novamente, ele a matará. |              |                                                      |                  |                      |                        |
| 12 | 2            | "Order" "Ordem" (BR/PT)                              | Michael Dinner   | Fred Golan           | 22 de novembro de 2024 |
| No Silo 18, Bernard observa a câmera do traje de Juliette de dentro do cofre e a vê se aproximando do Silo 17 antes que a imagem seja cortada. Como Juliette se recusou a limpar, Bernard entende que seu sinal de desafio pode levar à revolução. Ele coloca os delegados sob o comando de Sims e define um toque de recolher obrigatório para controlar a população do Silo que está fazendo perguntas sobre a sobrevivência de Juliette. Bernard tenta convencer Meadows a ajudá-lo enquanto se prepara para fazer um discurso e prende Walker e sua ex-esposa Carla por contrabandear para Juliette a fita que selava seu traje. Shirley começa a irritar as pessoas nos níveis mais baixos para exigir respostas enquanto Knox tenta convencê-la do contrário, querendo evitar uma revolução e proteger seu povo. Bernard faz seu discurso para o Silo e afirma que o departamento de TI produziu uma nova fita que permitiu que Juliette sobrevivesse por mais tempo, mas permanece inflexível de que ela está morta, e Meadows o endossa. Enquanto a maioria da população do Silo parecia satisfeita com a explicação, Shirley permaneceu não convencida e organiza uma reunião secreta fora do toque de recolher. Depois que Bernard agradece Meadows por sua ajuda, ela exige que lhe seja dado um traje ambiental com boa fita para poder sair.                                                                              |              |                                                      |                  |                      |                        |
| 13 | 3            | "Solo" "Solo" (BR/PT)                                | Aric Avelino     | Cassie Pappas        | 27 de novembro de 2024 |
| No Silo 17, Juliette fica sabendo pelo homem do cofre, “Solo”, que existem dezenas de Silos e que suas ações podem causar uma revolução em seu Silo. Solo dá comida a Juliette e sugere que ela pode usar um traje de bombeiro para retornar ao seu Silo, mas o equipamento de segurança contra incêndio está em uma área inundada. Juliette pede a ajuda de Solo para acessar a área inundada; ele primeiro se recusa, mas muda de ideia e sai do cofre. No Silo 18, o trabalhador Teddy é preso por escrever o grafite “Juliette Lives” (“Juliette Vive”). Sims oferece a Patrick, que está preso, uma droga que o ajudará a esquecer sua falecida esposa em troca de um favor e recruta invasores aposentados para enviar à área Mecânica. Shirley lidera alguns manifestantes para exigir a libertação de Teddy, mas Patrick joga uma bomba incendiária nos policiais e, no caos resultante, o engenheiro novato Cooper é morto. Pete conhece uma mulher que espera ganhar na loteria o que lhe permitirá ter um filho e desafia as ordens de não remover seu controle de natalidade, realizando o procedimento de qualquer maneira. Billings entrevista todos os presentes durante a prisão de Juliette e leva seu relatório a Meadows, afirmando que Juliette nunca pediu para sair. |              |                                                      |                  |                      |                        |
| 14 | 4            | "The Harmonium" "O Hamônio" (BR) "O Harmonium" (PT)  | Aric Avelino     | Sal Calleros         | 6 de dezembro de 2024  |
| Com a ajuda de Solo, Juliette constrói um sistema de bomba de ar para ajudá-la a passar pelos níveis inundados e coleta um traje de bombeiro. Solo conta a Juliette sobre o mundo exterior de antes e luta contra a ansiedade sobre deixar o cofre. Knox compartilha com Shirley sua crença de que seu Silo teve várias rebeliões, que foram atribuídas à Mecânica por causa de sua capacidade de desligar o Silo. Ele também pede para falar com Meadows, que concorda em se encontrar. Sims desconfia do relacionamento de Bernard com Meadows e fabrica um movimento para exigir o impeachment de Meadows. Meadows permite que Lukas proteste contra sua sentença e, após a conversa, a reduz para cinco anos. Billings investiga o motim na área Mecânica e descobre que o corpo do instigador desapareceu, e o Judicial reivindicou o corpo de Cooper. Bernard envenena Meadows e, antes de morrer, ela diz a ele que no disco rígido que Juliette roubou, há uma carta codificada de Salvador Quinn, que era chefe de TI durante a rebelião há 140 anos. Knox, Shirley, Walker e Carla chegam ao Judicial, onde Bernard colocou o corpo de Meadows para incriminar Knox e Shirley pelo assassinato dela. Sims agita uma multidão e a manda atrás deles. |              |                                                      |                  |                      |                        |
| 15 | 5            | "Descent" "A Decida" (BR) "Declínio" (PT)            | Amber Templemore | Jenny DeArmitt-Stran | 13 de dezembro de 2024 |
| Solo pede a Juliette para consertar uma bomba d'água, porque o nível da água está subindo e chegará ao TI em dez meses, mas Juliette insiste que precisa retornar ao seu Silo imediatamente. Juliette suspeita que Solo esteja mentindo sobre sua identidade, e ele reage com raiva ao seu questionamento. Juliette encontra um capacete de traje utilizável, mas desmaia devido aos ferimentos. Bernard está ciente de que Sims fabricou o movimento contra Meadows e nega a ele o papel de seu aprendiz, mas o torna Juiz para substituir Meadows, o que frustra Sims. A esposa de Sims, Camille, ajuda Knox e Shirley a fugir temporariamente da multidão. Rick Amundsen, o novo chefe do Judicial, prende Carla, mas Knox, Shirley e Walker conseguem contornar o bloqueio e viajar para os níveis mais baixos. Bernard faz Lukas consertar o disco rígido de Juliette, revelando conexões ocultas no Silo para o mundo exterior e uma carta codificada de Salvador Quinn para sua esposa. Billings e o delegado Hank localizam Patrick, que se oferece para contar a Billings as verdades que ele descobriu sobre o Silo. |              |                                                      |                  |                      |                        |
| 16 | 6            | "Barricades" "Barricadas" (BR/PT)                    | Michael Dinner   | Jeffery Wang         | 20 de dezembro de 2025 |
| As tensões aumentam com Bernard bloqueando suprimentos para os níveis mais baixos e Knox tendo armas feitas. A pedido de Billings, Pete viaja para os níveis mais baixos para tratar Patrick. Patrick conta a Billings como ele ajudou Juliette com o disco rígido e aceitou um acordo de Sims para ser o agente provocador no protesto na Mecânica. Bernard questiona Camille sobre sua ação para proteger Knox e Shirley, mas ela o desvia. Knox e Shirley lideram um ataque em grupo ao bloqueio e sobem dez andares mais alto, reivindicando o nível crítico de agricultura 122. Billings questiona Walker, Knox e Shirley sobre a morte de Meadows. Quando Billings diz a Bernard via rádio que quer abrir uma investigação formal sobre a morte de Meadows, Bernard desliga a comunicação de rádio no Silo. Lukas trabalha na decodificação da carta de Quinn, e a sofisticação da cifra leva Bernard a fazer de Lukas seu aprendiz para que ele possa acessar o Legado. No Silo 17, Juliette acorda após ser tratada por Solo, que escondeu seu traje para forçá-la a consertar a bomba de água antes dela sair. |              |                                                      |                  |                      |                        |
| 17 | 7            | "The Dive" "O Mergulho" (BR/PT)                      | Michael Dinner   | Katherine DiSavino   | 27 de dezembro de 2024 |
| Bernard apresenta Lukas ao Legado, um computador avançado atrás de um cofre que contém todo o seu conhecimento secreto e registros, embora as origens do Silo além de 352 anos antes permanecessem perdidas. Usando o Legado para ajudar com sua pesquisa, Lukas suspeita que a carta usa uma cifra de livro. A Mecânica envia mensagens de papel para os níveis superiores encorajando os cidadãos a perguntar o que o TI estava escondendo deles antes de desligar a energia no Silo, revelando que o TI tem sua própria fonte de energia independente. Bernard entra em conflito com Sims, que ainda está bravo por ter sido deixado de lado. Sims confronta Camille sobre suas ações; ela explica que quer jogar dos dois lados para sua segurança e promete não esconder nada dele novamente. Billings e Hank seguem espiões que estão tentando semear a discórdia na Mecânica. Walker se preocupa com Carla e liga brevemente uma das câmeras do TI para enviar uma mensagem para o topo, que Bernard recebe. No Silo 17, Juliette faz um mergulho profundo para consertar a bomba d'água para Solo e quase se afoga quando seu suprimento de ar é cortado. Após emergir, Juliette encontra evidências de uma luta e suspeita que há outra pessoa no Silo. |              |                                                      |                  |                      |                        |
| 18 | 8            | "The Book of Quinn" "O Livro de Quinn" (BR/PT)       | Amber Templemore | Remi Aubuchon        | 3 de janeiro de 2025   |
| Juliette sente os sintomas da doença de descompressão e tem que mergulhar novamente para se recuperar. Depois de emergir, ela é confrontada por alguém que atira uma flecha nela e diz que eles vão matá-la assim como mataram Solo. Juliette procura seu agressor e encontra três jovens. No Silo 18, Lukas rastreia os descendentes de Salvador Quinn e descobre que eles deram a cópia do Pacto de Quinn para Meadows anos antes. Bernard conta a Lukas que Quinn destruiu os registros de Silo há 140 anos e drogou a água para fazer os cidadãos esquecerem sua história, para acabar com as rebeliões que até então ocorriam a cada 20 anos. Usando o Pacto de Quinn, Lukas começa a decodificar a carta de Quinn. Sims, com a ajuda de Camille, descobre que Lukas está investigando algo para Bernard. Walker se encontra com Bernard e concorda em ser sua informante para salvar Carla. Como resultado, um grupo da Mecânica que invade a área do Suprimento são presos. A esposa de Billings, Kathleen, descobre que Billings salvou uma página de um livro ilustrado de antigamente e exige vê-lo. |              |                                                      |                  |                      |                        |
| 19 | 9            | "The Safeguard" "A Salvaguarda" (BR/PT)              | Amber Templemore | Jessica Blaire       | 10 de janeiro de 2025  |
| Juliette é confrontada por Audrey, líder de cinco jovens sobreviventes, que ordena que Juliette abra o cofre para eles para que possam acessar a comida. Solo está vivo, mas Audrey quer matá-lo pela morte de seus pais e do Silo. Juliette percebe que Solo era uma criança na época da rebelião, e Solo confessa que matou os pais do grupo em legítima defesa quando eles invadiram o cofre. A pedido de Juliette, Solo e o grupo fazem as pazes, e Solo permite que todos entrem no cofre. No Silo 18, Lukas descobre que há outros 50 Silos e, seguindo a carta de Quinn, viaja para os níveis mais baixos. Lukas encontra o túnel sob o Silo, onde em uma porta um computador o avisa para não contar a ninguém o que viu, ou eles iniciarão "a salvaguarda". Billings encontra Sims para lhe dar a página do livro ilustrado, o que faz Camille e Sims considerarem se juntar à rebelião. Patrick conta a Kathleen sua suspeita de que a exibição do Silo é uma mentira. Bernard culpa Billings pelas ações dos rebeldes, mas nem todos os delegados de alto escalão acreditam nele. Knox confronta Walker e conta a ela um plano para usar o resto da pólvora. |              |                                                      |                  |                      |                        |
| 20 | 10           | "Into the Fire" "No Fogo" (BR) "Entrar no Fogo" (PT) | Amber Templemore | Aric Avelino         | 17 de janeiro de 2025  |
| Walker trabalha com Knox e os outros rebeldes em planos de ataque e a câmera de Bernard envia-lhe informações erradas. Eles enganam Bernard para que ele envie os esquadrão de força para baixo e os rebeldes vão para o alto, no processo. Pete se sacrifica ao explodir as escadas entre eles. Os delegados do andar de cima ficam do lado dos rebeldes depois de receberem a mensagem de Billings por meio de Sims. Patrick agita os cidadãos em uma multidão que exige respostas de Bernard. Lukas conta a Bernard o que aprendeu e se demite, o que faz com que Bernard, desanimado, faça de Sims seu novo aprendiz de TI, entregando a chave e a senha do cofre. Sims e sua família entram no cofre, mas o Legado diz que apenas Camille pode ficar. No Silo 17, Solo conta a Juliette sobre o procedimento de salvaguarda, um cano que pode bombear veneno suficiente para matar todos, e como ele pode ser interrompido. Juliette usa o traje de bombeiro e retorna ao Silo 18, que é vista por dentro e comemorada, mas ela mostra uma mensagem avisando que eles não devem sair. Juliette entra no momento em que Bernard está saindo, e eles são trancados no incinerador enquanto ele se incendeia. Em um aparente flashback em Washington, D.C., uma mulher chamada Helen questiona um novo congressista sobre a possibilidade de os EUA retaliarem o Irã por supostamente ter detonado uma bomba suja em solo americano. |              |                                                      |                  |                      |                        |

## Produção

### Desenvolvimento
O desenvolvimento do projeto foi anunciado como longa-metragem pela 20th Century Fox, que entrou em negociações para adquirir o e-book autopublicado Wool, de Hugh Howey, em 11 de maio de 2012. Cinco dias depois, a 20th Century Fox adquiriu os direitos, com Ridley Scott e Steven Zaillian entre os envolvidos na produção. Em 28 de novembro, foi anunciado que J Blakeson estava em negociações para escrever e dirigir. Foi então anunciado em 5 de junho de 2015 que Nicole Perlman reescreveria o roteiro, com Blakeson não mais envolvido no projeto. O filme acabou sendo arquivado como resultado da aquisição da 21st Century Fox pela Disney.
No dia 30 de julho de 2018, uma nova iteração do projeto estava em desenvolvimento para televisão na AMC, com LaToya Morgan contratada para escrever sob seu contrato geral na AMC Studios. A série acabou sendo transferida para Apple TV+ em 20 de maio de 2021, recebendo um pedido de dez episódios. Graham Yost substituiu Morgan como criador e escritor, marcando sua terceira série na Apple TV+ sob seu acordo geral com a rede. Morten Tyldum também foi contratado para dirigir e ser produtor executivo, com Yost como showrunner. O show foi renovado para uma segunda temporada em junho de 2023.

### Roteiro
Ao lado de Yost, os roteiristas Jessica Blaire, Cassie Pappas, Ingrid Escajeda, Remi Aubuchon, Aric Avelino, Jeffery Wang, Lekethia Dalcoe e Fred Golan participaram na escrita do show.

### Escolha de elenco
Com o anúncio do pedido da série, também foi anunciado que Rebecca Ferguson havia sido escalada para o papel principal. Tim Robbins se juntou ao elenco em agosto de 2021, e Rashida Jones, David Oyelowo, Common, Harriet Walter, Avi Nash e Chinaza Uche se juntaram nos meses seguintes.

### Filmagens
A fotografia principal começou no final de agosto de 2021 em Hoddesdon, Hertfordshire, e estava programada para durar até o segundo trimestre de 2022. Mark Patten, David Luther e Laurie Rose foram diretores de fotografia. Gavin Bocquet foi o designer de produção, responsável pelo design do silo. O conjunto principal consiste em três níveis de escadas decoradas para representar locais específicos.
A segunda temporada começou a ser filmada no final de junho de 2023 no Hoddesdon Studios, usando o mesmo cenário da primeira temporada. As filmagens foram oficialmente suspensas em julho devido à greve SAG-AFTRA de 2023. As filmagens foram reiniciadas no início de dezembro de 2023.

### Música
Em março de 2023, Atli Örvarsson foi anunciado como compositor da série. Ele colaborou com Tyldum na série da Apple TV+ Defending Jacob.
| SILO: Season 1 (Apple TV+ Original Series Soundtrack) |                      |         |  |
| N.º                                                   | Título               | Duração |  |
| 1.                                                    | "SILO Main Title"    | 1:39    |  |
| 2.                                                    | "Irrevocable"        | 3:10    |  |
| 3.                                                    | "I Want to Go Out"   | 1:32    |  |
| 4.                                                    | "Juliette"           | 1:24    |  |
| 5.                                                    | "Overheating"        | 3:25    |  |
| 6.                                                    | "Amazing Adventures" | 2:13    |  |
| 7.                                                    | "Spoken Request"     | 4:24    |  |
| 8.                                                    | "The Syndrome"       | 1:58    |  |
| 9.                                                    | "Night Lights"       | 2:28    |  |
| 10.                                                   | "Unsee"              | 2:48    |  |
| 11.                                                   | "Time With You"      | 3:04    |  |
| 12.                                                   | "Dr. Nichols"        | 3:46    |  |
| 13.                                                   | "We Do Not Know"     | 3:54    |  |
| 14.                                                   | "Last Request"       | 2:55    |  |
| 15.                                                   | "Leaving the Silo"   | 3:26    |  |
| 16.                                                   | "They're Lying"      | 2:12    |  |
| 17.                                                   | "The Descent"        | 2:41    |  |
| 18.                                                   | "Race to the Top"    | 2:04    |  |
| 19.                                                   | "Chit Chat"          | 2:51    |  |
| 20.                                                   | "Under Control"      | 2:27    |  |
| Duração total:                                        | Duração total:       | 54:21   |  |

## Recepção

### Resposta crítica
O site agregador de resenhas Rotten Tomatoes relatou um índice de aprovação de 88% com uma classificação média de 7,5/10, com base em 65 resenhas críticas. O consenso dos críticos do site diz: "Com uma escrita hábil, um design de produção inspirador e o inestimável poder estelar de Rebecca Ferguson, Silo é uma caixa misteriosa que vale a pena abrir." O Metacritic, que usa uma média ponderada, atribuiu uma pontuação de 75 em 100 com base em 20 críticos, indicando "avaliações geralmente favoráveis". Richard Roeper, do Chicago Sun-Times, escreveu que a série "mantém nosso interesse com personagens intrigantes e reviravoltas eficazes", e observou como Silo "muda de marcha em vários gêneros, de thriller de conspiração a comentários sociais gerais para processual policial ao romance do fim dos tempos". Lucy Mangan do The Guardian opinou que a "construção do mundo é meticulosa" e "a história é igualmente emocionante". Richard Lawson da Vanity Fair, considerou o programa uma "façanha de design de produção", acrescentando que "Ferguson - com todo o seu comando severo - dá à série um peso necessário". Barry Hertz do Globe and Mail, também considerou o desempenho de Ferguson um "destaque".
Por outro lado, Brian Lowry, da CNN, acredita que o "mistério inerente [...] parece esticado ao ponto de tenso, exacerbado por personagens que não aparecem de forma consistente". Daniel Fienberg do The Hollywood Reporter, também elogiou a construção do mundo e o desempenho de Ferguson, mas criticou o desempenho de Common, a quem chamou de "o elo mais fraco do elenco".

### Prêmios e Indicações
| Ano  | Prêmio                           | Categoria                                                                                | Indicado(s)                    | Resultado | Ref.   |
| ---- | -------------------------------- | ---------------------------------------------------------------------------------------- | ------------------------------ | --------- | ------ |
| 2024 | Art Directors Guild Awards       | Excelência em Design de Produção para uma Série de Fantasia com Câmera Única de uma Hora | Gavin Bocquet (por "Machines") | Indicado  | [ 31 ] |
| 2024 | Saturn Awards                    | Melhor Série de Televisão de Ficção Científica                                           | Silo                           | Indicado  | [ 32 ] |
| 2024 | Saturn Awards                    | Melhor Novo Gênero de Série de Televisão                                                 | Silo                           | Indicado  | [ 32 ] |
| 2024 | Saturn Awards                    | Melhor Atriz em Série de Televisão                                                       | Rebeca Ferguson                | Indicada  | [ 32 ] |
| 2024 | Satellite Awards                 | Melhor Atriz em Série Dramática ou Gênero                                                | Rebeca Ferguson                | Indicada  | [ 33 ] |
| 2024 | Society of Composers & Lyricists | Excelente Sequência de Títulos Originais para uma Produção Televisiva                    | Atli Örvarsson                 | Indicado  | [ 34 ] |